# Inspektor Blomfields Fall Nr. 1 – Ich spreng euch alle in die Luft
Inspektor Blomfields Fall Nr. 1 – Ich spreng euch alle in die Luft ist ein deutscher Kriminalfilm aus dem Jahr 1968 mit Götz George in der Titelrolle. Er sollte eine Serie starten, da aber der Erfolg ausblieb, wurde der Film nicht fortgesetzt. Auf Video und DVD wurde er in Anspielung auf Georges Schimanski-Figur im Tatort in gekürzter Form als Der Superbulle veröffentlicht. Ein weiterer Alternativtitel ist Mad Jo – Ich spreng euch alle in die Luft.

## Handlung
Nachdem Inspektor Blomfield einen Raubüberfall auf Lohngelder verhindert hat, taucht der Bruder eines der Täter, der dabei ums Leben kam, in der Polizeistation auf, in der er Blomfield vermutet. Bewaffnet mit einer Pistole und Nitroglyzerin nimmt der drogensüchtige Johnny Smith die dort Diensthabenden als Geiseln. Er will, dass Blomfield ins Revier kommt, um mit ihm abzurechnen.
Doch der hat anderes zu tun. Er kümmert sich gerade um einen Mordfall, in dem der mysteriöse Arthur Baker und seine Geliebte Susan Gillespie verwickelt sind. In der Zwischenzeit ist Blomfields Verlobte im Revier eingetroffen, sodass Johnny Smith nunmehr fünf Geiseln in seiner Gewalt hält. Schließlich kommt es zum Kampf, bei dem die vier Männer Smith überwältigen können. Der aber kämpft sich wieder frei und flieht mit einem Motorrad, verfolgt von der Polizei. Auf einem Schienenstrang wird der Ganove von einem herannahenden Zug erfasst und getötet.
Blomfield kann währenddessen bei seinem Fall Baker dabei ertappen, wie er eine Grube aushebt, um mit seiner Geliebten Susan eine Leiche zu verscharren. Dabei kommt es zum Kampf. Baker drückt den Spaten auf Blomfields Genick, und Susan fordert ihren Geliebten auf, Blomfield endlich auszuschalten. Doch Blomfield gewinnt wieder die Oberhand, nachdem Baker einen Moment zu lange zögert, und schießt diesen nieder. Als Susan versucht, Bakers „Job“ zu Ende zu bringen, warnt Blomfield sie davor, die Waffe auf sie gerichtet. Schließlich kehrt der Inspektor zu seiner Verlobten ins Polizeirevier zurück.

## Hintergrund
Der größte Teil des „trashigen Sixties-Krimis“ wurde in einem Wiener Industriegebiet gedreht.

## Kritik
„Auf oberflächliche Spannung bedachter Serienkrimi, mit einigen geschmacklichen Entgleisungen.“, schrieb das Lexikon des internationalen Films. Kino.de bezeichnet den Film als „zeittypisch und nicht übermäßig spannend.“ Ähnlich urteilt der Evangelische Film-Beobachter: „Deutscher Kriminalfilm: Fad und steril. Unnütz.“